# Trésorier de l'Illinois
Le trésorier de l’Illinois (en anglais : Treasurer of Illinois) est le membre du gouvernement de l'Illinois responsable des finances de l'État. La fonction élective est établie par la Constitution de l'Illinois et actuellement occupée par Mike Frerichs, élu en 2015 et membre du  Parti démocrate.

## Rôle et fonctionnement
La Constitution de l’État dispose, (notamment l’article V, section 18) que le trésorier doit assurer la bonne gestions des investissements et des dépenses des fonds publics dans l’Illinois. Le trésorier n’est pas l’officier fiscal en chef de l’État, rôle qui est réservé au contrôleur des comptes publics de l’Illinois.
La Constitution dispose également que le trésorier, au moment de son élection, doit être un citoyen des États-Unis, avoir au moins 25 ans et être résident de l’État pendant au moins les 3 ans qui précèdent l’élection.

## Liste des trésoriers
1. 1855–1857 : John Moore (démocrate)
2. 1857–1861 : James Miller (républicain)
3. 1861–1863 : William Butler[Qui ?] (républicain)
4. 1863–1865 : Alexander Starne (démocrate)
5. 1865–1867 : James Beveridge (républicain)
6. 1867–1869 : George Washington Smith (républicain)
7. 1869–1873 : Erastus Bates (républicain)
8. 1873–1875 : Edward Rutz (républicain)
9. 1875–1877 : Thomas Ridgway (républicain)
10. 1877–1879 : Edward Rutz (républicain)
11. 1879–1881 : John Smith (républicain)
12. 1881–1883 : Edward Rutz (républicain)
13. 1883–1885 : John Smith (républicain)
14. 1885–1887 : Jacob Gross (républicain)
15. 1887–1889 : John Tanner (républicain)
16. 1889–1891 : Charles Becker (républicain)
17. 1891–1893 : Edward Wilson (démocrate)
18. 1893–1895 : Rufus Ramsay (démocrate)
19. 1895–1897 : Henry Wulff (républicain)
20. 1897–1899 : Henry Hertz (républicain)
21. 1899–1901 : Floyd Whittemore (républicain)
22. 1901–1903 : Moses Williamson (républicain)
23. 1903–1905 : Fred A. Busse (républicain)
24. 1905–1907 : Lennington Small (républicain)
25. 1907–1909 : John Smulski (républicain)
26. 1909–1911 : Andrew Russell (républicain)
27. 1911–1913 : Edward Mitchell (républicain)
28. 1913–1915 : William Ryan Jr. (démocrate)
29. 1915–1917 : Andrew Russell (républicain)
30. 1917–1919 : Lennington Small (républicain)
31. 1919–1921 : Fred Sterling (républicain)
32. 1921–1923 : Edward E. Miller (en) (républicain)
33. 1923–1925 : Oscar Nelson (républicain)
34. 1925–1927 : Omer Custer (républicain)
35. 1927–1929 : Garrett Kinney (républicain)
36. 1929–1931 : Omer Custer (républicain)
37. 1931–1933 : Edward Barrett (démocrate)
38. 1933–1935 : John Martin (démocrate)
39. 1935–1937 : John Stelle (démocrate)
40. 1937–1939 : John Martin (démocrate)
41. 1939–1941 : Louie Lewis (démocrate)
42. 1941–1943 : Warren Wright (républicain)
43. 1943–1945 : William Stratton (républicain)
44. 1945–1947 : Conrad Becker (républicain)
45. 1947–1949 : Richard Yates Rowe (républicain)
46. 1949–1951 : Ora Smith (démocrate)
47. 1951–1953 : William Stratton (républicain)
48. 1953–1955 : Elmer Hoffman (républicain)
49. 1955–1957 : Warren Wright (républicain)
50. 1957–1959 : Elmer Hoffman (républicain)
51. 1959–1963 : Joseph Lohman (démocrate)
52. 1963–1967 : William Scott (républicain)
53. 1967–1971 : Adlai Stevenson (démocrate)
54. 1971–1979 : Alan Dixon (démocrate)
55. 1979–1983 : Jerry Cosentino (démocrate)
56. 1983–1987 : James Donnewald (démocrate)
57. 1987–1991 : Jerry Cosentino (démocrate)
58. 1991–1995 : Pat Quinn (démocrate)
59. 1995–2007 : Judy Baar Topinka (républicain)
60. 2007–2011 : Alexi Giannoulias (démocrate)
61. 2011–2015 : Dan Rutherford (républicain)
62. depuis 2015 : Mike Frerichs (démocrate)

## Élections

### Résultats

#### 1998

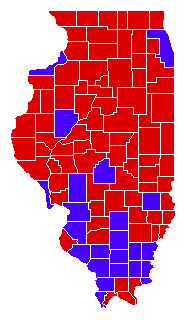
Élection de 1998 :
Comtés remportés par Judy Topinka
Comtés remportés par Daniel McLaughlin

| Candidat             | Parti       | Voix      | Proportion |
| -------------------- | ----------- | --------- | ---------- |
| Judy Topinka (réélu) | républicain | 1 610 498 | 50,0 %     |
| Daniel McLaughlin    | démocrate   | 1 548 219 | 48,0 %     |
| Valorie Bain         | libertarien | 64 001    | 2,0 %      |

#### 2002

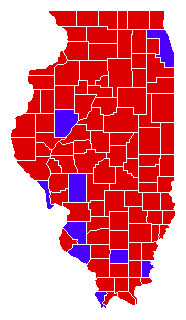
Élection de 2002 :
Comtés remportés par Judy Topinka
Comtés remportés par Tom Dart

| Candidat             | Parti       | Voix      | Proportion |
| -------------------- | ----------- | --------- | ---------- |
| Judy Topinka (réélu) | républicain | 1 896 020 | 54,8 %     |
| Tom Dart             | démocrate   | 1 499 055 | 43,3 %     |
| Rhys Read            | libertarien | 66 593    | 1,9 %      |

#### 2006

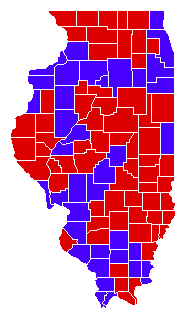
Élection de 2006 :
Comtés remportés par Alexi Giannoulias
Comtés remportés par Christine Radogno

| Candidat                | Parti       | Voix      | Proportion |
| ----------------------- | ----------- | --------- | ---------- |
| Alexi Giannoulias (élu) | démocrate   | 1 838 094 | 53,9 %     |
| Christine Radogno       | républicain | 1 405 540 | 41,2 %     |
| Dan Rodriguez-Schlorff  | libertarien | 164 320   | 4,8 %      |

#### 2010
| Candidat             | Parti       | Voix      | Proportion |
| -------------------- | ----------- | --------- | ---------- |
| Dan Rutherford (élu) | républicain | 1 811 293 | 49,7 %     |
| Robin Kelly          | démocrate   | 1 650 244 | 45,3 %     |
| Scott Summers        | vert        | 115 772   | 3,2 %      |
| James Pauly          | libertarien | 68 803    | 1,9 %      |